# فرانسیس پولنک

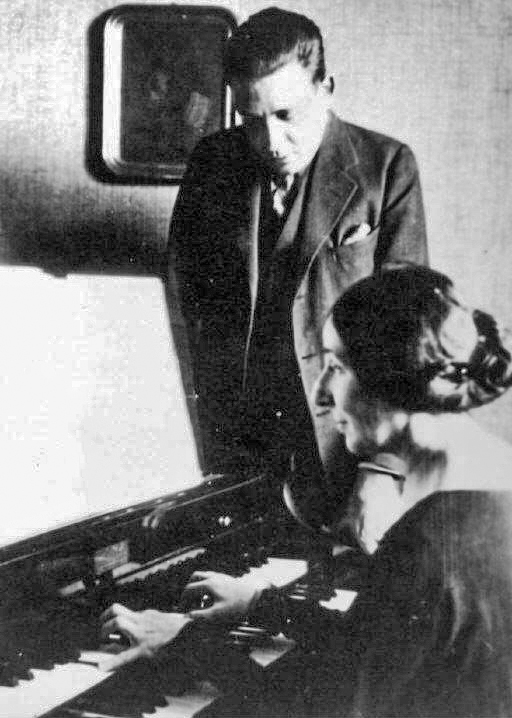
پولَنک و واندا لاندوسکا

فرانسیس پولَنک (به فرانسوی: Francis Poulenc) آهنگساز فرانسوی در ۷ ژانویه ۱۸۹۹ در پاریس زاده شد و در ۳۰ ژانویه ۱۹۶۳ در همان شهر درگذشت. وی عضو «گروه شش» بود.
پولنک نوازنده پیانوی برجسته‌ای بود. او سبک آهنگ‌سازی وضوح را با هجو و بذله ترکیب می‌نمود. آثار پولنک شامل اپرای کارملیت‌ها، بالهٔ گوزن‌ها، کنسرتو برای یک یا دو پیانو و ارگ، سازهای زهی و تیمپانی و گلوریا عامیانه کرال می‌باشد.

## زندگی
نواختن پیانو را در سن پنج سالگی نزد مادرش آغاز کرد و در ۱۹۱۴ در ۱۵ سالگی نزد یک آموزگار پیانو به نام ریکاردو وینس به فراگیری ادامه داد او که از دوستان کلود دبوسی و موریس راول بود وی را به ساتی و میو آشنا کرد. در همین سالها به آهنگسازی نیز می‌پرداخت از جمله «حرکتهای جاویدان» (Mouvements Perpétuels) و «راپسودی سیاه» (Rhapsoie Négre) که او را در محفل‌های موسیقی شناساند و نخستین موفقیت خود را به‌ویژه با «یک راپسودی سیاه» در ۱۸ سالگی تجربه کرد. در سال ۱۹۱۵ و ۱۹۱۷ پولنک پدر و مادر خود را از دست داد ولی به کمک عموی خود توانست به زندگی هنریش ادامه دهد.

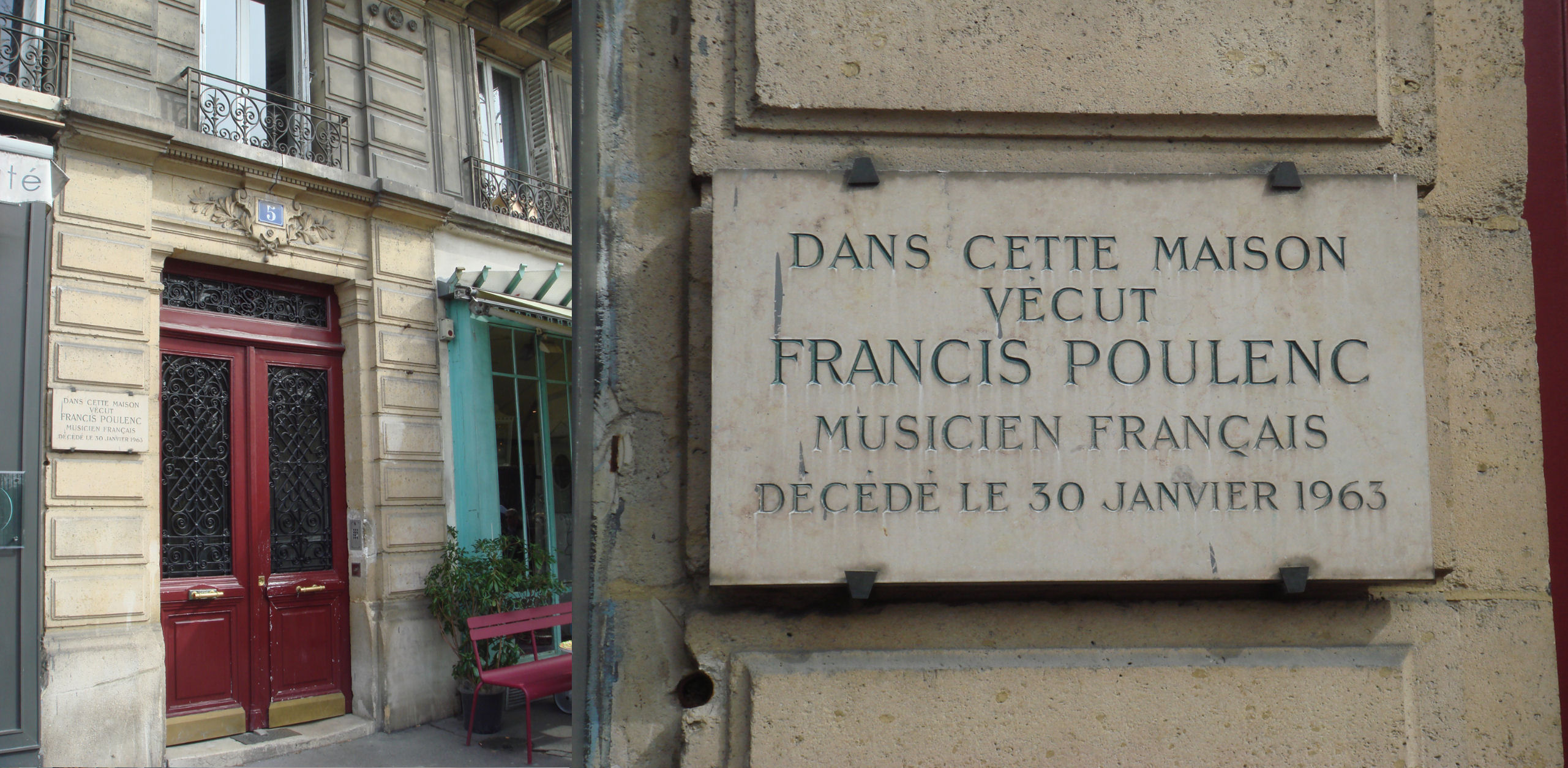
محل زندگی پولنک در پاریس

او به همراه ژرژ اریک، لویی دوره، آرتور هونگر، ژرمن تایفر، و داریوش میو عضو «گروه شش» بود. گروهی که در سال ۱۹۲۰ تشکیل شد در واقع این نامی بود که منتقدان به آنها داده بودند که اشاره داشت به آهنگسازان روس که گروه پنج را تشکیل می‌دادند (که شامل سزار کوئی، مودست موسورگسکی، میلی بالاکیرف، الکساندر برودین و نیکولای ریمسکی کورساکف می‌شد) زیبایی‌شناسی آنها که تأثیر گرفته از اریک ساتی و ژان کوکتو بود واکنشی به جریان رمانتیک و موسیقی واگنری بود و همچنین از برخی جهت‌ها ضد جریان امپرسیونیستی محسوب می‌گردد. با این وجود این گروه تنها دو اثر به صورت گروهی خلق کرد، یک دفتر پیانو به نام «آلبوم گروه شش» و یک باله. همچنین پولنک مدتی از شارل کوکلن درس آهنگسازی گرفت هرچند در واقع موسیقیدانی خود آموخته بود. در ۱۹۲۳ باله روس سرگئی دیاگیلف به او سفارش باله «گوزنهای ماده» (Les Biches) را می‌دهد در سال ۱۹۲۶ پولنک با خواننده باریتون «پیر برناک» طرح دوستی ریخت که نتیجه آن به آفرینش آثار زیادی برای آواز و پیانو منجر گردید همچنین پولنک او را از سال ۱۹۳۵ تا ۱۹۶۳ (سال مرگش) به عنوان نوازنده پیانو در کنسرتهای بسیاری در سراسر دنیا همراهی کرد. وی در گورستان پر لاشز در پاریس به خاک سپرده شد. فرانسیس پولنک در میان آهنگسازان سده بیستم به ویژه بخاطر آفرینش آثار آوازی که در زبان فرانسه به عنوان ملودی شناخته می‌شود و آثاری که برای موسیقی مجلسی آفرید از محبوبیت فراوانی برخوردار می‌باشد.

## برخی از آثار
- گلوریا
- استابات ماتر
- کنسرتو برای ۲ پیانو و ارکستر
- کنسرتو برای پیانو و ارکستر
- کنسرتو برای ارگ و ارکستر
- سونات برای فلوت و پیانو
- سونات برای کلارینت و پیانو
- سونات برای ویلن و پیانو
- سونات برای ویلنسل و پیانو
- شش نوازی برای پیانو و سازهای بادی
- اپرای گفتگوهای راهبان کرملی

## شنیدن آثار
- deezer
- youtube